# Elisabeth Barbara Schmitz
Elisabeth Barbara Schmitz (geboren 26. November 1928; gestorben 28. Oktober 2006 in Gröbenzell, Bayern) war eine deutsche Juristin. Sie war von 1971 bis 1990 Richterin am deutschen Bundespatentgericht in München.

## Beruflicher Werdegang
Schmitz war Regierungsdirektorin, bevor sie zum 20. Juli 1971 zur Richterin am deutschen Bundespatentgericht ernannt wurde. Auf eigenen Wunsch wurde sie 1990 in den Ruhestand verabschiedet.